# 中西俊夫
中西 俊夫（なかにし としお、1956年1月13日 - 2017年2月25日）は、日本のミュージシャン、音楽プロデューサー、イラストレーター。テクノポップ、ニュー・ウェイヴ、エレクトロ、ヒップホップなどに広く関わる。

## 略歴
- 1976年 - 佐藤チカ、立花ハジメらとテクノポップバンド、プラスチックスを結成。1979年ラフ・トレードからレコード・デビュー。
- 1981年 - 佐藤千賀子らとニュー・ウェイヴ・ファンク・バンド、MELONを結成。1982年、ヤン富田らとMELONのサイドプロジェクトであるWATER MELON GROUP結成。
- 1983年 - カセットマガジンTRAにて初のソロ作品『HOMEWORK』を発表。
- 佐藤チカと結婚、一女をもうける（後に離婚）。
- 1988年 - MELON活動停止。高木完、藤原ヒロシ、屋敷豪太、MELON時代の盟友K.U.D.O.とファイルレコード内にクラブミュージック専門レーベルMAJOR FORCEを設立、プロデューサーとしてのキャリアを開始。TYCOON TO$H名義で活動する。また、レーベル作品のジャケットイラストレーションも数多く手がける。
- 1989年 - K.U.D.O.とのユニット『SEXY T.K.O.』（のちLOVE T.K.O.に改名）活動開始。
- 1992年 - ロンドンに移住。Mo'Wax傘下にMAJOR FORCE WEST設立。K.U.D.O.、ハウイー・BらとSKYLAB、シャーデーのアンドリュー・ヘイルとのWATER MELON、ケンジ・ジャマーとの無限ビブロス、JAPANEZE NOIZE BANDなどのユニットで活動する。
- 2003年 - 帰国。野宮真貴らとのユニット『PLASTIC SEX』を結成。
- 2009年6月 - PLASTIC SEXのメンバー、今村早里（現：SAORI）と結婚。
- 2010年 - プラスチックスのメンバーとしてツアー。
- 2012年3月 - VOCALOIDにて「WORLD'S END」楽曲提供。同年4月、藤原ヒロシらが参加し、アコースティックライブを中心とした新プロジェクトPERFORM始動。
- 2016年9月 - 食道癌の第3ステージであることが判明。SNS等で公表し、さまざまな治療を試みたが、2017年2月25日に死去。61歳没[1]。

## ディスコグラフィー

### アルバム
- GORGEOUS GIRLS - TOSHIO NAKANISHI
- THE 1ST KISS - Sexy T.K.O.
- GROUP OF GODS - GROUP OF GODS
- HEAD TURNER - Love T.K.O.
- #1 SEA SHELL - SKYLAB
- CLEOPATRA & NOAH'S ARK - Tosh & Silver Arks
- FIELD TRIP - Water Melon
- HOMEWORK 2 TO$H'S LOST TRAX - MELON / T.NAKANISHI
- MAJOR FORCE - TYCOON TO$H
- LET IT DUB - TYCOON TOSH & KUNI SUGIMOTO
- BLAIR WITCH & BU$H OF GHOST PROJECT - BLAIR WITCH & BU$H OF GHOST PROJECT

### シングル
- COPY '88 - TYCOON TO$H & TERMINATOR TROOPS
- GET HAPPY - TYCOON TO$H & TERMINATOR TROOPS
- GUESS WHAT - TYCOON TO$H & TERMINATOR TROOPS
- TOUCH ME, TAKE ME - Sexy T.K.O.
- CHINASYNDROME - TYCOON TO$H
- TRIBE OF LOVE - Sexy T.K.O.
- GRASS ROOTS DUB - Major Force Productions
- TONGUE IN YOUR EAR - Love T.K.O.
- FOR WHAT IT WORTH - Love T.K.O.
- OH! SKYLAB - SKYLAB
- EXOTIKA - SKYLAB
- THE TRIP - SKYLAB
- Out of Body Experience - WATER MELON
- Out of Body Sessions - WATER MELON
- BITE THIS! - SKYLAB
- JUDAS! - SKYLAB
- JAPANESE NOISE BAND - TOSH & KENJI JAMMER
- Nickers Of a Girl / Sumo Riders - GENERIC SKYLAB
- #2：1999 "Large as Life and Twice as Natural" - SKYLAB
- RUTA DE EVACUACION - WATER MELON

## 著書
- プラスチックスの上昇と下降、そしてメロンの理力・中西俊夫自伝（2013年7月、K&Bパブリッシャーズ）ISBN 978-4-902800-39-5